# Celia Cánovas Essard
Celia Cánovas Essard (Barcelona, 10 de setembre de 1966) és una advocada i política catalana, senadora al Senat d'Espanya en la XI i XII Legislatures.
Llicenciada en dret per la Universitat Autònoma de Barcelona, treballa com a advocada especialitzada en dret civil i penal, assessorant empreses del sector immobiliari i geriàtriques dins de la firma Abogados Cánovas.
Vinculada políticament a Podem, fou escollida senadora per la província de Tarragona a les eleccions generals espanyoles de 2015 i 2016 en la candidatura En Comú Podem.